# Stornesita-(Y)
La stornesita-(Y) és un mineral de la classe dels fosfats, sent considerat des de 2020 una varietat de chladniïta. Rep el seu nom per la península d'Stornes, on es troba la localitat tipus, i per l'itri, l'element dominant de terres rares a la seva composició.

## Característiques
La stornesita-(Y) és un fosfat de fórmula química Na₆(Ca₅Na₃)YMg43(PO₄)36. Va ser aprovada com a espècie vàlida per l'Associació Mineralògica Internacional l'any 2005. Cristal·litza en el sistema trigonal. És l'anàleg de la chladniïta amb itri dominant.
Segons la classificació de Nickel-Strunz, la stornesita-(Y) pertany a «08.AC: Fosfats, etc. sense anions addicionals, sense H₂O, amb cations de mida mitjana i gran» juntament amb els següents minerals: howardevansita, al·luaudita, arseniopleïta, caryinita, ferroal·luaudita, hagendorfita, johil·lerita, maghagendorfita, nickenichita, varulita, ferrohagendorfita, bradaczekita, yazganita, groatita, bobfergusonita, ferrowyl·lieïta, qingheiïta, rosemaryita, wyl·lieïta, ferrorosemaryita, qingheiïta-(Fe2+), manitobaïta, marićita, berzeliïta, manganberzeliïta, palenzonaïta, schäferita, brianita, vitusita-(Ce), olgita, barioolgita, whitlockita, estronciowhitlockita, merrillita, tuïta, ferromerrillita, bobdownsita, chladniïta, fil·lowita, johnsomervilleïta, galileiïta, xenofil·lita, harrisonita, kosnarita, panethita, stanfieldita, ronneburgita, tillmannsita i filatovita.

## Formació i jaciments
Va ser descoberta a Johnston Firth, a la península de Stornes, una península ubicada a la badia de Prydz, a la costa d'Ingrid Christensen (Terra de la Princesa Isabel, Antàrtida). És un indret on han estat descoberts altres minerals com la tassieïta o la boralsilita. Es tracta de l'únic indret on ha estat trobada aquesta espècie mineral.